# Awlad al-Nas
Awlad al-Nas era una classe noble dels mamelucs d'Egipte.
La societat mameluca era molt tancada i estava limitada a infidels capturats joves a l'estranger, criats com esclaus i convertits a l'islam i finalment alliberats després de la formació militar; per tant no es podia transmetre hereditàriament, ja que els seus fills naixien musulmans i lliures; aquests descendents formaven els halka, una unitat no mameluca socialment inferior als mamelucs; dins l'halka els fills dels amirs formaven la classe més alta i foren anomenats els awlad al-Nas, el fills del poble o els millors del poble. Ja no podien aspirar a cap grau més alt, però no obstant això van gaudir del favor d'algun dels sultans, especialment sota al-Nasir Hasan (1347-1351).